# مستر بيست
جيمس ستيفن دونالدسون (بالإنجليزية: James Stephen Donaldson) والمعروف بمستر بيست (بالإنجليزية: MrBeast) ( ولد في 7 مايو 1998، ويتشيتا، الولايات المتحدة) هو صانع محتوى على يوتيوب ورجل أعمال أمريكي بارز، يتميز بمقاطع الفيديو السريعة وعالية الإنتاج التي تشمل تحديات معقدة وهدايا مغرية. يمتلك 423 مليون مشترك على يوتيوب، مما يجعله صاحب أكبر عدد من المشتركين، بالإضافة إلى أكثر من 110 مليون متابع على تيك توك، و65 مليون على إنستغرام.
بدأ دونالدسون مسيرته في عام 2012، وحقق شهرة واسعة بعد عرض مقطع "العد إلى 100000" في عام 2017. وهو يدير عدة قنوات على يوتيوب، بما في ذلك بيست رياكتس و مستر بيست غيمينغ، كما أسس علامات تجارية مثل مستر بيست برجر وفيستابلز.
فاز بجوائز متعددة، بما في ذلك جائزة صانع المحتوى لهذا العام في جوائز ستريمي، وصنفته مجلة تايم كواحد من أكثر 100 شخص تأثيرًا في العالم. تقدر ثروته الصافية بحوالي 500 مليون دولار.
في سبتمبر 2024، واجه دعوى قضائية جماعية تتعلق بسوء المعاملة والتحرش الجنسي.

## وقت مبكر من الحياة
وُلِد جيمس ستيفن دونالدسون في 7 مايو 1998 في ويتشيتا، كانساس، ونشأ بشكل رئيسي في جرينفيل، نورث كارولينا. كان لديه طفولة متقلبة، حيث انتقل كثيرًا وعاش تحت رعاية مربيات الأطفال بسبب عمل والديه لساعات طويلة وخدمتهما في الجيش. انفصل والداه في عام 2007.
تخرج دونالدسون من أكاديمية جرينفيل المسيحية، وهي مدرسة ثانوية خاصة في عام 2016، ثم التحق لفترة قصيرة بجامعة شرق كارولينا لكنه ترك الدراسة لاحقًا. خلال سنوات دراسته في أكاديمية جرينفيل، كان لاعب بيسبول خارجي.
بعد مغادرته الكلية، بدأ دونالدسون مع أصدقائه تحليل خوارزمية توصية يوتيوب بهدف فهم كيفية إنشاء مقاطع فيديو فيروسية. في إحدى فتراته، كان مهووسًا بدراسة الفيروسات والخوارزمية، حيث قضى ساعات طويلة أمام الكمبيوتر، مستيقظًا لطلب الطعام من أوبر إيتس، ومتابعًا لدراسته دون توقف.

## مسيرته في اليوتيوب

### المحاولات الفيروسية المبكرة (2012–2017)
قام دونالدسون بتحميل أول فيديو له على يوتيوب في فبراير 2012، عندما كان في الثالثة عشر من عمره، تحت اسم "أسوأ فخ منشار ماين كرافت على الإطلاق؟؟؟". بدأت قناته بمحتوى متنوع، بما في ذلك ألعاب مثل ماينكرافت وكول أوف ديوتي: بلاك أوبس 2، ومقاطع عن ثروات مستخدمي يوتيوب، ونصائح للمنشئين الجدد.
بين 2015 و2016، اكتسب شهرة من خلال سلسلة "أسوأ المقدمات على يوتيوب". بحلول منتصف 2016، كان لديه نحو 30,000 مشترك، فقرر ترك جامعة كارولينا الشرقية للعمل بدوام كامل على يوتيوب، مما أدى إلى خلاف مع والدته.
ومع تزايد شعبية قناته، استأجر دونالدسون أربعة من أصدقائه للمساهمة في المحتوى. ترك أحدهم الفريق في 2020، وتم ترقية كارل جاكوبس، الذي كان مصورًا سابقًا، ليحل محله.

### الصعود إلى الشهرة (2017–2020)
في يناير 2017، نشر مستر بيست فيديو استغرق نحو 40 ساعة وهو يعد حتى 100,000، مما جعله يحقق شهرة واسعة. خلال تلك الفترة، قدم عدة تحديات مثل كسر الزجاج باستخدام مئة مكبر صوت، ومشاهدة الطلاء يجف لمدة ساعة، ومحاولة البقاء تحت الماء لمدة 24 ساعة، التي انتهت بالفشل بسبب مشاكل صحية.
بحلول 2018، تبرع دونالدسون بمليون دولار من خلال تحدياته، مما أكسبه لقب "أكبر فاعل خير على يوتيوب". أثناء المنافسة قناة بيو-داي-بي في منافسة قناة تي-سيريس في عام 2018، قام بشراء لوحات إعلانات وإعلانات تلفزيونية لدعم بيو دي باي.

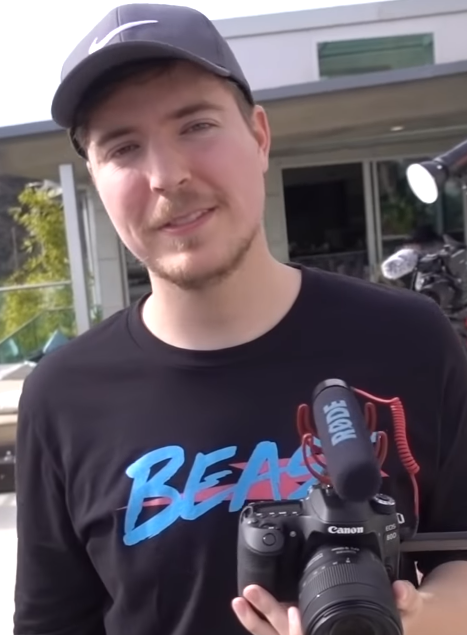
مستر بيست في عام 2018

في مارس 2019، نظم مسابقة معركة ملكية في لوس أنجلوس مع جوائز إجمالية بلغت 200,000 دولار بالتعاون مع أبيكس ليجندز. اتهم مستر بيست في نوفمبر 2019 باستخدام أموال مزيفة في فيديو "لقد فتحت بنكًا مجانيًا"، لكنه أوضح أن المشاركين حصلوا على شيكات حقيقية بعد التصوير.
في أبريل 2020، أنشأ بثًا مباشرًا لمسابقة حجر ورقة مقص بمشاركة 32 مؤثرًا وجائزة قدرها 250,000 دولار، محققًا رقمًا قياسيًا كأكثر الأحداث المباشرة مشاهدة على يوتيوب. في أكتوبر 2020، استضاف بطولة تفاهات مع 24 متنافسًا وجائزة قدرها 300,000 دولار، وفاز الشقيقان تشارلي وديكسي داميليو، مما أثار جدلًا حول مزاعم الغش.

### النجاح السائد (2021-2024)
في 1 يناير 2021، أصدر مستر بيست فيديو بعنوان "يوتيوب ريوند 2020، الحمد لله انتهى"، حيث عبر عن رأيه بأن مستخدمي يوتيوب يجب أن يكون لهم دور أكبر في محتوى يوتيوب ريوايند. خلال الفيديو، أشار إلى بيو دي باي كمصدر إلهام له. بعد شهر، وقع اتفاقية توزيع محتوى مع جيليسماك.
في فبراير 2021، أثار مستر بيست جدلًا عندما طرد رجل الأعمال فاروخ سرمد من غرفة كلوب هاوس، مما اعتبره سرمد تصرفًا عنصريًا. بينما نفى الحاضرون ذلك وأكدوا أن الهدف كان زيادة الشمولية.
في نوفمبر 2021، نشر مستر بيست فيديو بعنوان "لعبة الحبار بقيمة 456000 دولار في الحياة الواقعية!"، حيث أعاد تمثيل مسلسل لعبة الحبار بمشاركة 456 شخصًا، مما جعله واحدًا من أكثر مقاطع الفيديو مشاهدة على يوتيوب. رغم انتقادات بعض المراجعين، حصل الفيديو على إشادة من منشئ المسلسل هوانغ دونغ هيوك.
في ديسمبر 2021، نظم مستر ببيست بطولة مؤثرة جديدة بجائزة مليون دولار. في يناير 2022، صنفت مجلة فوربس مستر بيست كأعلى منشئ محتوى ربحًا على يوتيوب في 2021، حيث حقق 54 مليون دولار.
في 28 يوليو 2022، تجاوز مستر بيست 100 مليون مشترك على قناته الرئيسية، ليصبح القناة الخامسة والثاني فردي يحقق هذا الإنجاز. وفي 17 نوفمبر 2022، حصل على رقم قياسي عالمي كأكثر شخص فردي اشتراكًا على يوتيوب، مع 112 مليون مشترك، متجاوزًا بيو دي باي.
في 15 أكتوبر 2023، تجاوز مستر بيست 200 مليون مشترك، وسجل مقطع الفيديو القصير "هل ستسافر إلى باريس لتناول الخبز الفرنسي؟" أكثر من 1.3 مليار مشاهدة.

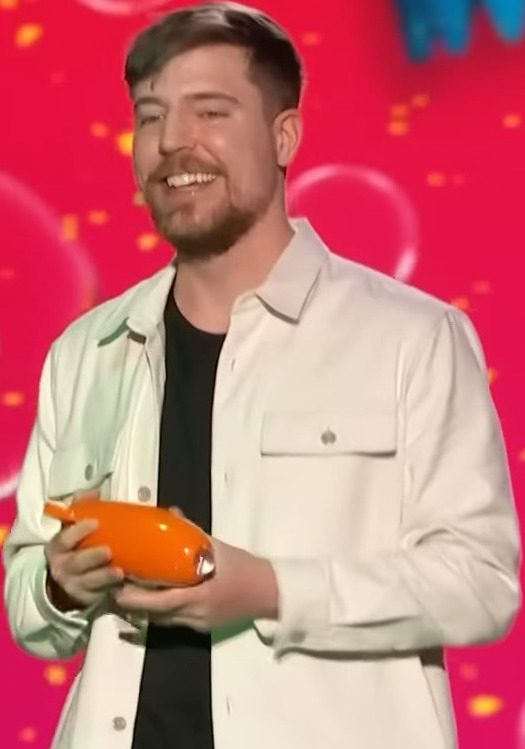
مستر بيست في حفل توزيع جوائز اختيار الأطفال من نيكلوديون لعام 2023

في 2 يونيو 2024، أصبحت قناة مستر بيست الأكثر اشتراكًا على يوتيوب مع 267 مليون مشترك، وفي 10 يوليو 2024، كان أول مستخدم يوتيوب يتجاوز 300 مليون مشترك. في 13 يوليو، نشر فيديو "50 مستخدم يوتيوب يقاتلون من أجل مليون دولار"، الذي حقق 71 مليون مشاهدة في أول 24 ساعة، ليصبح الأكثر مشاهدة له في هذه الفترة.

## محتوى اليوتيوب
بدأ جيمي دونالدسون، المعروف بـ مستر بيست، مسيرته على يوتيوب بمقاطع فيديو متنوعة تطورت لاحقًا إلى ثلاثة أنواع رئيسية: تحديات مثيرة، استخدام مكثف لمنتجات بطرق غير اعتيادية، وهدايا نقدية ضخمة للمشاركين. اشتهر بمحتواه الفيروسي الذي يستفيد من خوارزميات يوتيوب عبر تحسين عناوين مقاطع الفيديو والصور المصغرة لجذب المشاهدين، مما يعزز معدل النقر والاحتفاظ بالمشاهدين.
يموّل دونالدسون مقاطعه عبر الرعايات وبرنامج AdSense، حيث يُقال إنه ينفق ما يصل إلى مليون دولار على كل فيديو. كما يموّل قناته الرئيسية من أرباح قنواته الأخرى ذات التكلفة الإنتاجية المنخفضة. اعتبارًا من 2023، يعمل معه أكثر من 250 موظفًا، لكن البعض اتهمه بخلق بيئة عمل صعبة، وهي ادعاءات نفى دونالدسون صحتها.

## مشاريع أخرى

### الإصبع على التطبيق
في يونيو 2020، أطلق مستر بيست، لعبة جوال متعددة اللاعبين بالتعاون مع مجموعة مشيف الفنية، تُدعى الإصبع على التطبيق. كانت فكرة اللعبة بسيطة: يجب على اللاعبين إبقاء إصبعهم على شاشة الهاتف، وآخر شخص يزيل إصبعه يفوز. وقد حصل أربعة فائزين على 20,000 دولار لكل منهم بعد استمرارهم لأكثر من 70 ساعة.
بسبب نجاح اللعبة، تم الإعلان عن إصدار الإصبع على التطبيق 2، الذي تأجل من ديسمبر 2020 إلى مارس 2021 بسبب الضغط الكبير على خوادم اللعبة، ما استدعى ترقيتها. في هذا الإصدار، كانت الجائزة الكبرى 100,000 دولار، واحتاج الفائز لإبقاء إصبعه على الشاشة لمدة 51 ساعة، بينما حصل صاحب المركز الثاني على جائزة 20,000 دولار.

### برجر مستر بيست
في نوفمبر 2020، أعلن ويل هايد، أحد منتجي قناة مستر بيست، عن إطلاق مطعم افتراضي يُدعى برجر مستر بيست في ديسمبر من نفس العام. تم تطوير هذا المفهوم بالتعاون مع مطعم فيرتشوال، وسيوفر برجر مستر بيست امتيازًا للمطاعم في جميع أنحاء الولايات المتحدة لبيع البرجر عبر خدمات التوصيل عبر الإنترنت. وفي أغسطس 2022، أعلن مستر بيست عن افتتاح أول مطعم فعلي له في الحلم الأمريكي في نيوجيرسي، بالقرب من مدينة نيويورك، وتم افتتاح هذا الموقع في 4 سبتمبر 2022.

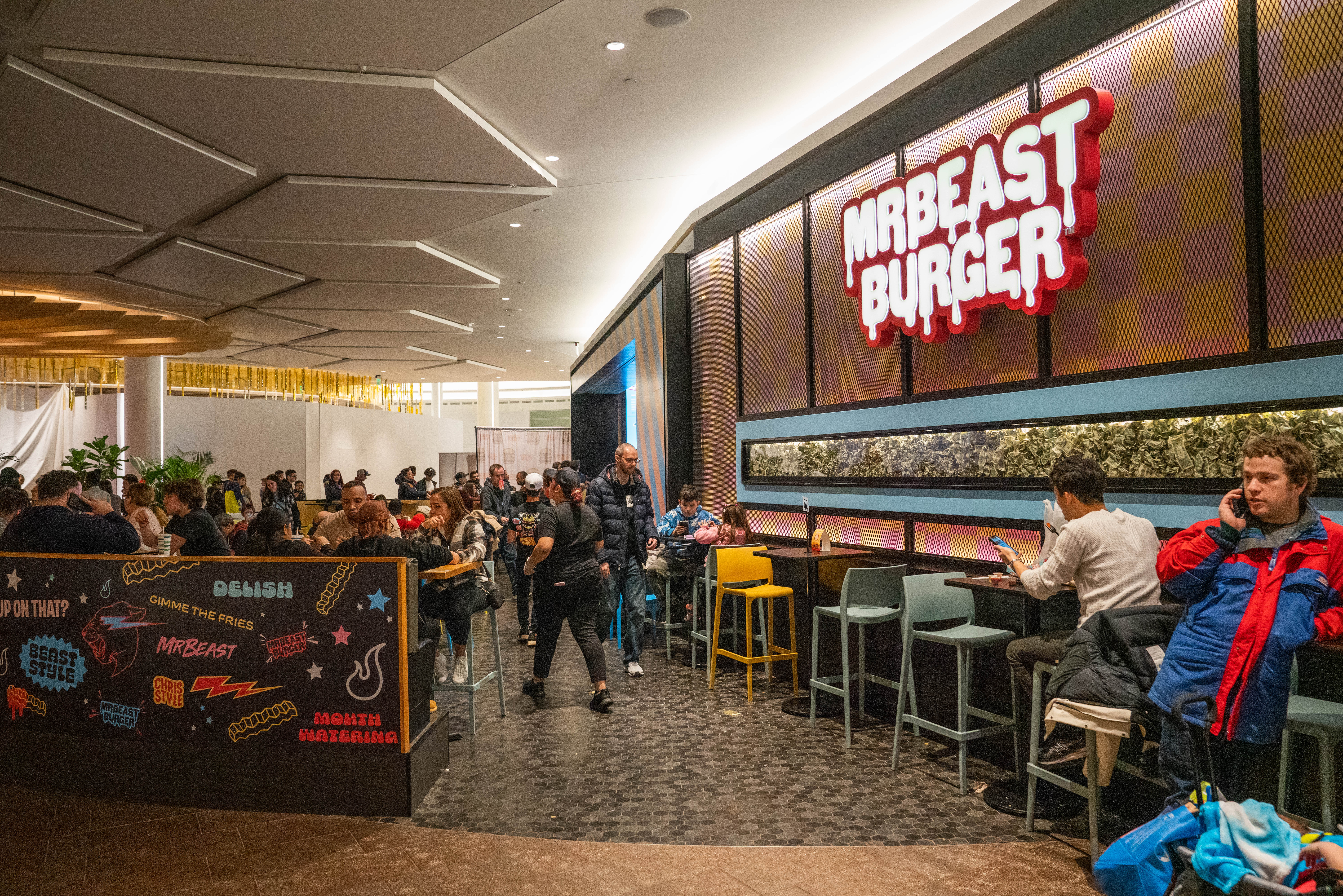
مطعم برجر مستر بيست في نيوجيرسي

### فيستابلز
في يناير 2022، أعلن مستر بيست عن إطلاق شركة جديدة تدعى فيستابلز، التي قدمت علامتها التجارية الخاصة من ألواح الشوكولاتة تحت اسم "فيستابلز". عند الإطلاق، توافرت ثلاث نكهات: الأصلية، واللوز، والكينوا المقرمشة، ورافق ذلك سحب جوائز بقيمة تزيد عن مليون دولار، حيث أتيحت للمتسابقين الفرصة للفوز بجائزة قدرها 10,000 دولار والمنافسة على فرصة لزيارة مصنع الشوكولاتة في فيديو مستقبلي، مستوحى من تشارلي ومصنع الشوكولاتة.
في يونيو 2022، أصدر دونالدسون فيديو يتضمن سلسلة من تحديات الإقصاء، حيث حصل الفائز على الخيار بين زيارة مصنع الشوكولاتة أو الحصول على جائزة نقدية قدرها 500,000 دولار، مع مشاركة الشيف الحائز على نجمة ميشلان غوردون رامزي كحكم في التحدي النهائي. بعد الإطلاق، حققت فيستابلز مبيعات تصل إلى 10 ملايين دولار في الأشهر الأولى.
في 3 مارس 2023، طلب مستر بيست من مشجعيه على تويتر "تنظيف عرض" منتجات فيستابلز من أرفف المتاجر، مما أثار انتقادات بشأن استغلال المعجبين. وفي 2 أكتوبر 2023، أبرمت فيستابلز شراكة مع فريق شارلوت هورنتس لتضمين شعار مستر بيست على قمصان الفريق. كما أعلن مستر بيست في 11 يناير 2024 عن تغييرات على شريط فيستابلز الأصلي، بما في ذلك الشكل والصيغة الجديدة.

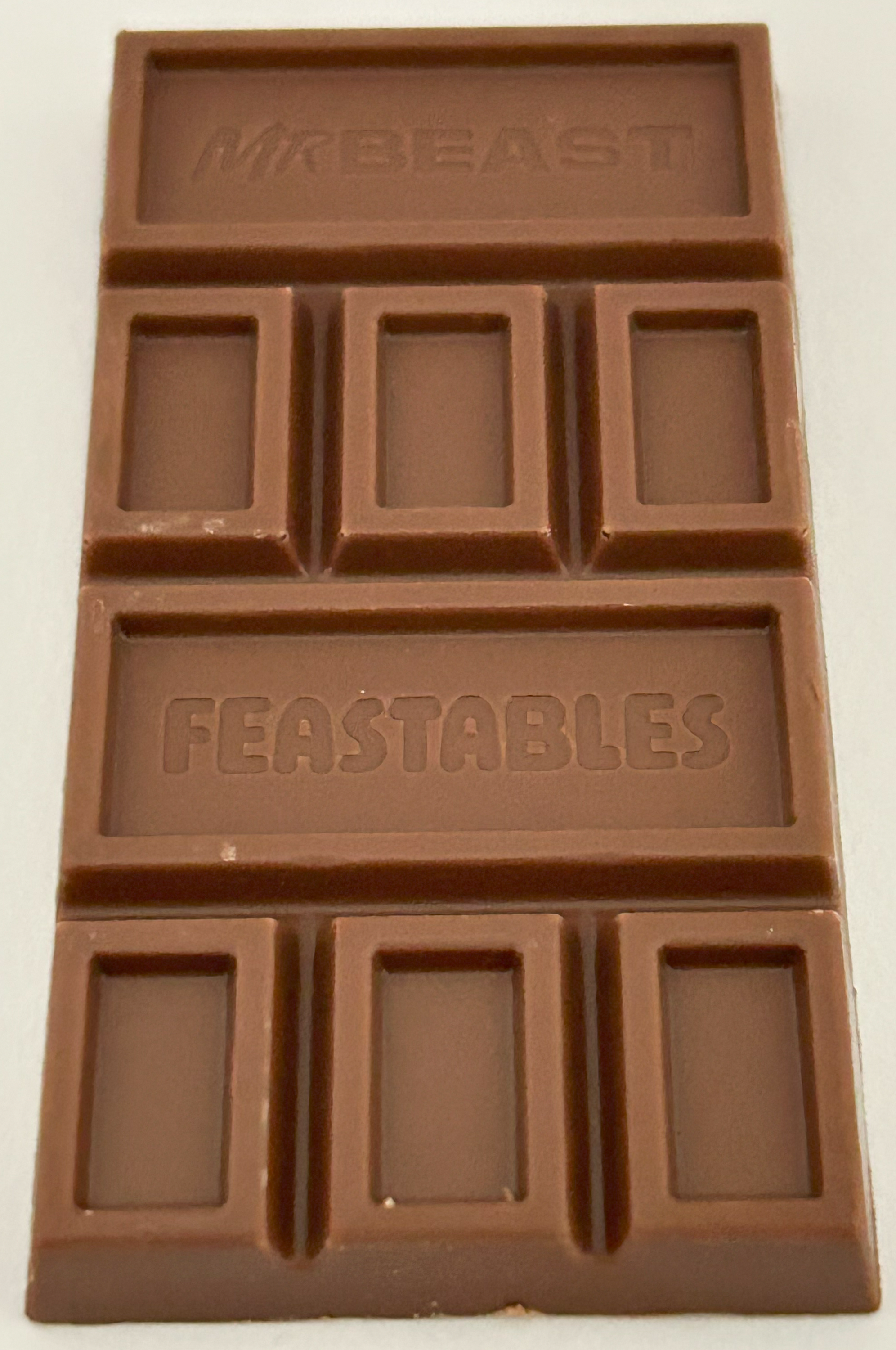
صيغة جديدة فيستابلز

### قناة فاست
في عام 2023، أطلقت شبكة بث تلفزيوني مجانية مدعومة بالإعلانات تدعى مستر بيست، التي تعرض فقط مقاطع فيديو متسر بيست التي تم إصدارها مسبقًا على منصة يوتيوب. يمكن مشاهدة هذه الشبكة عبر خدمة روكو تشانيل، مما يسهل على المشاهدين الوصول إلى محتوى مستر بيست بشكل مريح.

### العاب الوحش
في مارس 2024، أعلن مستر بيست وأمازون إم جي إم ستوديوز عن خطط لإنشاء سلسلة مسابقات واقعية جديدة تُدعى العاب الوحش، والتي ستُعرض حصريًا على أمازون برايم فيديو. ستشهد السلسلة مشاركة 1000 متسابق يتنافسون على جائزة نقدية ضخمة تبلغ 5 ملايين دولار، وهي تُعتبر أكبر جائزة فردية في تاريخ التلفزيون والبث المباشر.
ومع ذلك، واجه العرض انتقادات حادة بعد أن اشتكى بعض المتسابقين من حرمانهم من الطعام والماء والأدوية والأسرة أثناء التصوير. تم نقل العديد منهم إلى المستشفى خلال الجلسات الأولى، حيث أبلغ أكثر من 12 متسابقًا عن إصابات مختلفة نتيجة المشاركة في التحديات، وكان بعضهم يُخرج على نقالات. في رد على هذه الانتقادات، ألقى متحدث بإسم دونالدسون باللوم على عوامل خارجية، بما في ذلك انقطاع أنظمة الكمبيوتر العالمية الناتج عن تحديث برامج كراود سترايك، بالإضافة إلى "الطقس القاسي ومشكلات لوجستية أخرى".

## الخلافات

### اتهامات ضد مستر بيست
في 24 يوليو 2024، اتهم موظف سابق دونالدسون بالتلاعب في المسابقات وإجراء يانصيب غير قانوني، إلى جانب خداع متابعيه. وفي فيديو لاحق، كشف موظف آخر عن بيئة العمل السيئة، وتوظيف دونالدسون لصهره، جيك فرانكلين، المدان بجريمة جنسية. كما تضمن الفيديو اتهامات لمصور دونالدسون بالتحرش بعدة نساء.

### دعوى قضائية جماعية
في سبتمبر 2024، رُفعت دعوى قضائية جماعية نيابة عن المتسابقين السابقين ضد دونالدسون وأمازون وشركات الإنتاج المعنية في محكمة لوس أنجلوس العليا. تزعم الدعوى أن المتسابقين تعرضوا لسوء المعاملة والتحرش الجنسي، إلى جانب النفقات والأجور غير المدفوعة.
كما زعمت الدعوى أن الانتهاكات وقعت بهدف الحصول على ائتمانات ضريبية في نيفادا، حيث أُجبر المدعون والفئة المقترحة على توقيع عقود غير قانونية وتقديم معلومات كاذبة إلى ولاية نيفادا للحصول على هذه الامتيازات الضريبية بشكل غير مستحق.

### برجر مستر بيست
في 17 يونيو 2023، عبّر دونالدسون عن رغبته في إغلاق برجر مستر بيست بسبب مخاوف تتعلق بجودة الطعام، مشيرًا إلى أنه يشعر بالندم لتوقيع "صفقة سيئة" مع شركة فيرتشوال داينينغ كونسبتس التي، حسب قوله، ترفض إنهاء الشراكة رغم الأثر السلبي على علامته التجارية. في 31 يوليو 2023، رفع دونالدسون دعوى قضائية ضد فيرتشوال داينينغ كونسبتس بهدف إنهاء الشراكة، زاعمًا أن الشركة أضرت بسمعته من خلال التركيز على التوسع بدلاً من الحفاظ على جودة الطعام، وأفاد بعدم تلقيه أي مدفوعات من هذه الشراكة. من جانبها، ردت الشركة بأن دونالدسون استفاد من سمعة برجر مستر بيست، واتهمته بالسعي لعقد صفقة جديدة لمصلحته الشخصية، معتبرةً تصرفاته نوعًا من "التنمر" بعد رفضها.

### افا كريس تايسون
في 24 يوليو 2024، أقال دونالدسون آفا كريس تايسون، واحدة من أعضاء فريق مستر بيست الأصليين، بعد ورود اتهامات ضدها بالتحرش الجنسي مع عدة قاصرين وضغطها على موظف سابق لأداء أفعال جنسية. ومع ذلك، أصدرت تايسون بيانًا خاصًا بها، أكدت فيه أنها انسحبت بإرادتها وأن قرارها كان متبادلًا.
استجاب أحد الضحايا المزعومين في البداية للاتهامات بنفي أنه تعرض للتلاعب، واصفًا ذلك بأنه «أكاذيب كبيرة التواء للحقائق»، مدعيًا أن تايسون قد اكتفت بـ "تقديم بعض النكات الجريئة". لكنه تراجع لاحقًا عن هذا البيان، معترفًا بأن المحادثات كانت غير ملائمة لسنّه، وأقر بأنه كان قاصرًا لم يدرك الخطأ في ذلك الوقت.
أصدر دونالدسون بيانًا قال فيه إنه «يشعر بالاشمئزاز ومعارض لمثل هذه الأفعال غير المقبولة»، وأعلن عن تعيين محقق مستقل للتحقيق في القضية بشكل أكبر.

## الأعمال الخيرية

### أشجار الفريق
في 25 أكتوبر 2019، أعلن مستر بيست ومهندس ناسا السابق ومستخدم اليوتيوب مارك روبير عن حدث جمع تبرعات على اليوتيوب تحت اسم #أشجار الفريق، بهدف جمع 20 مليون دولار لمؤسسة يوم الشجرة بحلول 1 يناير 2020 وزراعة الأشجار "في موعد أقصاه ديسمبر 2022". يتم تخصيص جميع التبرعات لمؤسسة يوم الشجرة، التي تلتزم بزراعة شجرة واحدة مقابل كل دولار يتم التبرع به.

أشجار الفريق

### فريق البحار
في 29 أكتوبر 2021، نظم مستر بيت وروبر حدثًا جديدًا على يوتيوب بعنوان فريق البحار، بهدف جمع 30 مليون دولار لصالح أوشن كونسيرفنسي وذا أوشين كلين أب بحلول 1 يناير 2022. ستمول هذه الحملة إزالة 30 مليون رطل من البلاستيك والنفايات الأخرى من المحيطات والأنهار والشواطئ.
عمل مستر بيست وروبر على جلب آلاف منشئي المحتوى للمشاركة، بما في ذلك أزي لاند ودان تي دي إم وتومي إنيت ولينس تيك تيبس وتيرزو وليمينو وذا إنفوجرافيكس شو وهانا ستوكنغ ودار مان وماركيز براونلي. كما تعاونوا مع مبادرة بين و تيوب بادي، التي تضم ثمانية ملايين منشئ محتوى عالمي، لترويج هذا المشروع لجمع التبرعات.

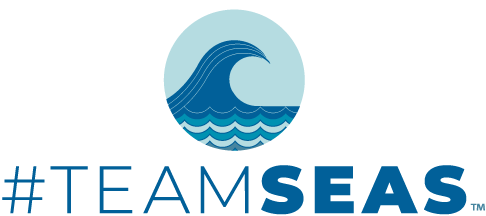
فريق البحار

### أعمال الخير للوحش
في 17 سبتمبر 2020، تم إنشاء قناة يوتيوب أعمال الخير للوحش، حيث أعلن مستر بيست في أول فيديو له عن تأسيس الجمعية الخيرية وبنك الطعام، مُعينًا دارين مارغولياس، الذي ظهر في مقاطع فيديو سابقة، كمدير تنفيذي للقناة. وفقًا لوصف القناة، يتم التبرع بنسبة 100% من عائدات الإعلانات وصفقات العلامات التجارية ومبيعات البضائع للجمعيات الخيرية.
تتضمن المبادرات البارزة التي أطلقتها قناة التبرع بـ 10,000 ديك رومي لمسقط رأسه جرينفيل، والتبرع بـ 20,000 حذاء للأطفال في إفريقيا، وبناء 100 بئر في إفريقيا للقرى التي تعاني من نقص في المياه النظيفة، بالإضافة إلى تقديم تكنولوجيا بقيمة 300,000 دولار لمختلف المدارس.

## وصلات خارجية
- مستر بيست على موقع IMDb (الإنجليزية)
- مستر بيست على موقع ميوزك برينز (الإنجليزية)
- مستر بيست على موقع قاعدة بيانات الفيلم (الإنجليزية)